# Lan Xingyu
Dans ce nom chinois, le nom de famille, Lan, précède le nom personnel.
Pour les articles homonymes, voir Lan.
Lan Xingyu (en chinois : 蓝星宇), né le 18 décembre 1997 au Guangxi, est un gymnaste artistique chinois.

## Carrière
Lan Xingyu est médaillé d'or aux anneaux et par équipes aux Championnats d'Asie 2019. Il est ensuite médaillé d'or aux anneaux aux Championnats du monde de gymnastique artistique 2021.